# Air Transport Auxiliary
Air Transport Auxiliary (ATA) – brytyjska służba pomocnicza Royal Air Force, organizacja paramilitarna w czasie drugiej wojny światowej, zajmująca się rozprowadzaniem nowych, naprawionych i uszkodzonych samolotów pomiędzy fabrykami, zakładami naprawczymi, lotniskami bojowymi i złomowiskami na terenie Wielkiej Brytanii (odbywały się również loty transatlantyckie); piloci ATA nie lądowali tylko na  lotniskowcach. Do obowiązków ATA należało także transportowanie pilotów i obsługi technicznej (tzw. służba taksówkarska) oraz transport medyczny.
Początkowo ATA miało się zajmować transportem poczty i zaopatrzenia medycznego, jednak pojawiło się zapotrzebowania na pilotów do przebazowywania samolotów. Od 1 maja 1940 ATA rozpoczęło rozprowadzanie wszystkich samolotów wojskowych z fabryk do jednostek technicznych w celu zamontowania uzbrojenia i przyrządów niezbędnych w walce. Od 1 sierpnia 1941 ATA przejęło wszystkie zadania i obowiązki dotyczące transportu powietrznego, co odciążyło pilotów bojowych.
W czasie wojny piloci służby wylatali łącznie 415 000 godzin i dostarczyli ponad 308 000 samolotów 130 typów (np. Avro Anson, Airspeed Oxford, Douglas B-23 Dragon, De Havilland Dragon Rapide, Taylorcraft Auster, Fairey Barracuda, Hawker Hart, North American Harvard, Hawker Hurricane, Avro 621 Tutor, Piper Cub, De Havilland Tiger Moth, Miles Magister, Fairey Albacore, Boulton Paul Defiant, Fairey Firefly, Westland Lysander, Miles Master, North American P-51 Mustang, Percival Proctor, Supermarine Spitfire, Avro Lancaster, Handley Page Halifax, Fairey Swordfish, Boeing B-17 Flying Fortress).
Administracją ATA zajmował się Gerard d’Erlanger, dyrektor British Overseas Airways Corporation (BOAC). Zaproponował on stworzenie podobnej organizacji już przed wojną (24 maja 1938). 10 października 1939 kontrolę nad ATA przejęło Air Member for Supply and Organisation (AMSO). Pierwsi piloci zostali powołani do Rezerwy Dowództwa RAF i przydzieleni do transportu samolotów treningowych, myśliwców i bombowców z fabryk i składów  do baz lotniczych. Pod koniec 1939 podjęto decyzję o założeniu bazy lotniczej ATA w White Waltham koło Maidenhead w hrabstwie Berkshire. Działania operacyjne w tej bazie rozpoczęły się 15 stycznia 1940. 16 maja 1940 zwierzchnictwo przejęło RAF Maintenance Command. Następnie, 22 lipca 1941 ATA przeszło pod egidę Ministerstwa Produkcji. Mimo że kontrola nad służbą była przesuwana wielokrotnie do różnych departamentów, to administracja była prowadzona przez BOAC.
Rekrutowano pilotów, którzy nie nadawali się do służby w RAF z powodu wieku czy warunków fizycznych (np. choroba, kalectwo), a także pilotów pochodzących z krajów neutralnych oraz kobiety (pilotki). Unikalną cechą ATA było to, że wszelkie ograniczenia fizyczne pilotów i ich niepełnosprawność (np. proteza kończyny, jedno oko, krótkowzroczność) były ignorowane, jeśli mogli oni wykonywać swoją pracę. W związku z brakiem ograniczeń wiekowych skrót ATA rozszyfrowywano dowcipnie jako Ancient and Tattered Airmen, czyli „Starzy i Potargani Lotnicy”. Na podobnej zasadzie obecność kobiet w tej formacji wyśmiewano określeniem Always Terrified Airwomen, co oznacza "Zawsze Przerażone Lotniczki". W ATA latali piloci z 28 krajów.
Pod koniec 1939 kom. Pauline Gower otrzymała zadanie zorganizowania kobiecej sekcji ATA. Służyło w niej 166 kobiet (1/8 całej służby), które były ochotniczkami z Wielkiej Brytanii, krajów brytyjskiej Wspólnoty Narodów (Kanady, Nowej Zelandii, Południowej Afryki), Stanów Zjednoczonych, Holandii, Polski (por. Jadwiga Piłsudska, kpt. Stefania Wojtulanis i kpt. Anna Leska) i jedna z Chile. 15 z nich straciło życie w powietrzu, łącznie z brytyjską pionierką lotnictwa Amy Johnson. Jednym z wielu znaczących osiągnięć kobiet było otrzymywanie takich samych wynagrodzeń i stopni wojskowych co mężczyźni. Był to pierwszy taki przypadek, aby brytyjski rząd zaaprobował taką samą płacę za tę samą pracę dla kobiet i mężczyzn w instytucji podległej rządowi (w tym samym czasie Amerykanki służące w Women Airforce Service Pilots (WASP) – kobiecej służbie pilotów, zarabiały 35% mniej niż mężczyźni wykonujący tę samą pracę). Mimo że początkowo kobiety nie pilotowały samolotów bojowych, a tylko treningowe i transportowe, to ostatecznie zostały dopuszczone do pracy ze wszystkimi typami samolotów, włączając w to czterosilnikowe bombowce i wyłączając tylko największe łodzie latające.
Pierwsi piloci ATA byli szkoleni w szkole lotnictwa RAF. Niedługo po powstaniu ATA opracowało własny program szkoleń: piloci zaczynali szkolenie na lekkich, jednosilnikowych maszynach i stopniowo przesiadali się na większe, mocniejsze i bardziej skomplikowane samoloty. Piloci byli szkoleni do jednej klasy samolotów, potem zdobywali doświadczenie wykonując loty transportowe na tych samolotach, a następnie powracali na szkolenie do następnej klasy maszyn. W rezultacie rozwój umiejętności pilotów bazował raczej na ich własnych doświadczeniach i zdolnościach niż na sztywnym planie. To gwarantowało nie tylko to, że jak największa liczba pilotów będzie odbywać zaawansowane szkolenie, ale także to, że piloci, którzy nie uzyskali wyższych kwalifikacji dalej byli zatrudnieni w ATA i latali na maszynach, do których zostali przeszkoleni. Po przejściu szkolenia na dany typ samolotów pilot mógł dostać rozkaz transportu każdego samolotu należącego do tej klasy, nawet jeśli nigdy nie pilotował tego modelu. Aby sprostać tym zadaniom, pilotów wyposażono w "Notatnik Pilota Transportowego", zawierający podstawowe dane i właściwości różnych typów i modeli samolotów. Duże znaczenie miało też dzielenie się pilotów doświadczeniami dotyczącymi techniki pilotażu. Ponadto pilot przeszkolony na więcej niż jedną klasę samolotów mógł zostać przydzielony do rozprowadzania wszystkich samolotów, na które został przeszkolony; to znaczy, że pilot posiadający kwalifikacje na cztery klasy (mogący pilotować czterosilnikowe bombowce) mógł również dostać rozkaz transportu lekkiego samolotu jednosilnikowego, jeśli tylko było zapotrzebowanie na tego typu samoloty. To czyniło służbę w ATA ciężką, a piloci musieli wykazać się zdolnościami pilotowania różnych typów samolotów, w różnych warunkach atmosferycznych (bez względu na pogodę samolot musiał być dostarczony) i w różnym stanie technicznym (niektóre samoloty transportowane do naprawy były w tak złym stanie po walce, że dostawały pozwolenie tylko na jeden lot – do zakładu naprawczego).
ATA szkoliło pilotów głównie do transportowania samolotów, rzadziej do perfekcyjnego opanowania umiejętności pilotażu każdego typu samolotów. Na przykład szkolenie nie obejmowało akrobacji i lotów IFR, a piloci mieli wyraźny zakaz ich wykonywania, nawet jeśliby potrafili. Celem ATA było bezpieczne dostarczenie samolotu, to znaczy bez podejmowania niepotrzebnego ryzyka.
| Naramiennik | Stopień ATA      | Odpowiednik RAF   | Odpowiednik  |
| ----------- | ---------------- | ----------------- | ------------ |
|             | Senior Commander | Group Captain     | pułkownik    |
|             | Flight Captain   | Squadron Leader   | major        |
|             | First Officer    | Flight Lieutenant | kapitan      |
|             | Second Officer   | Flying Officer    | porucznik    |
|             | Third Officer    | Pilot Officer     | podporucznik |